# Toul Omry
Toul Omry  (em francês:  Toute ma vie; em inglês:  All My Life) é um filme egípcio dirigido por Maher Sabry. Destacou-se como o primeiro filme a falar sobre o tema da homossexualidade e a situação dos homossexuais no Egipto. Ainda que se trate de uma obra de ficção, Sabry esforçou-se em usar influências da vida real baseadas nas suas próprias experiências em 2001, durante o escândalo do Cairo 52 para manter precisa a representação das condições dos homossexuais no Egipto.

## Elenco
- Mazen Nassar como Rami - um estudante de dança gay no Cairo
- Ayman como Walid - o amante de Rami que o deixa para casar com uma mulher
- Jwana como Dalia - amigo de Rami, um estudante que se prepara para estudar no estrangeiro para escapar da atmosfera conservadora no Egipto
- Louay como Kareem - amigo de Rami, um médico activo na cena gay
- Julian Gonzalez Espalhe como Ahmad - vizinho de Rami, um homem muçulmano devoto com uma inconveniente paixão pelas mulheres
- Mehammed Amadeus como Mina - vizinho adolescente de Rami que vive uma vida de recluso juntamente com a sua mãe cristã
- Maged como Atef - um pobre que se converte no interesse amoroso de Rami

- Janaan Attia ... Enfermeira Latifa
- Munir Bayyari ... Hany
- Mónica Berini ...
- Travis Creston ... Turista
- Habib El-Deb ... Promotor
- Youssef El-Shareif ... Ashraf
- Sarah Enany ... Enfermeira Safaa / Cantora de Ópera
- Hala Fauzi ... Bailarina de Dança do Ventre
- Bassam Kassab ... Hatem
- Ayman Kozman ... Polícia
- Nabila Mango ... mãe de Mina
- Jamal Mavrikios ... colega de Mazen
- Amar Puri ... Amar
- Mykha Ram ... Mostafa
- Ashraf Sewailam ... Rami (voz)
- Wedad ... Khadra
- Christopher Blanco ... Mark
- Hesham El-Tahawi ... Actor 1
- Naglaa Younis ... Actriz 2
- Seham Saneya Adelsalam ... Actriz 3

## Lançamento
O filme estreou-se no Frameline Film Festival em São Francisco em junho de 2008.

## Reacções
Enquanto anteriormente no cinema egípcio as personagens gay tinham visibilidade geralmente em papéis de menor importância, como em The Bathhouse of Malatily (1973), Alexandria … Why? (1978), Mendiants et Orgueilleux (1991), Marcides e, mais recentemente, ʿImārat Yaʿqūbīān or Omaret Yakobean (2007), All My Life foi o primeiro filme totalmente gay a ser estreado.
O xeque Nasr Faryd Wasel, ex-Mufti de Egipto, pediu a destruição do filme, dizendo que "estes filmes são a porta para a libertinagem", à comissão do proibido por Alá e propagar desviados comportamentos sociais". Ainda que tenha expressado o seu desejo de que o filme fosse suprimido, o mesmo se projectou em vários festivais de cinema ao redor do mundo em cidades como São Francisco, Nova York, Atenas, Melbourne, Sydney, Bangalore e Liubliana.
O Dr. Zeyn il-Abedyn, Director do Programa Egipto Contra a SIDA, disse que o filme era "um golpe doloroso para todos nossos esforços para combater a propagação do HIV." Numa entrevista com Arabiya.net declarou que "a prática sexuais anti-naturais estão em segundo lugar somente atrás das transfusões de sangue como causa provável de infecção desta doença", enquanto a sociedade de Cinema Underground Egípcio (EUFS nas suas siglas em inglês) respondeu que é um "claro envolvimento de que o HIV/AIDS só infectam os homens homossexuais." O EUFS continuou dizendo: "Pelo que isto implica, ele ignora completamente o facto científico; as estatísticas têm demonstrado que a SIDA também afecta os heterosexuais e os meninos. Em vez de aumentar a sensibilização pública sobre o sexo seguro, tais afirmações são enganosas e criam uma falsa sensação de segurança; criam uma crença popular de que a SIDA infecta uma determinada classe de pessoas, que leva à ilusão de segurança que, por sua vez, conduz à propagação da doença".
Com respeito às respostas das figuras muçulmanas conservadoras, Maher Sabry disse: "não me surpreende que isto tenha sucedido. Esperava-se, no entanto, e segue sendo doloroso para mim, porque é uma indicação do quão atrasados nos convertemos. Agora estamos a viver numa época cultural de regressão, uma idade onde os dissidentes, os candidatos presidenciais e as minorias religiosas são arrojados. Pretendemos emular a civilização Islâmica; mas se a gente que construiu a civilização estivesse viva hoje, teriam pronunciado fátuas na contramão deles, e seus livros e outras obras seriam queimadas."

### Prémios
Em 2011, All My Life ganhou o Prémio do Público na categoria Característica Narrativa no 7º Festival de Cinema FACE a FACE. O festival realiza-se em Saintt Étienne, na França, com a missão de promover atitudes positivas para a homossexualidade através da arte e da cultura.